# Густав-Адольф Муглер
Густав-Адольф Муглер (нім. Gustav-Adolf Mugler; 10 жовтня 1912, Данциг — 5 лютого 1940, Атлантичний океан) — німецький офіцер-підводник, корветтен-капітан крігсмаріне.

## Біографія
1 квітня 1931 року вступив на флот. В 1937 році служив вахтовим офіцером на підводному човні U-30. З 22 квітня 1939 року — командир U-41, на якому здійснив 3 походи (разом 71 день в морі). 5 лютого 1940 року U-41 був потоплений глибинними бомбами британського есмінця «Антілоуп». Всі 49 членів екіпажу загинули.
Всього за час бойових дій потопив 5 кораблів загальною водотоннажністю 22 815 тонн, захопив 2 кораблі (2073 тонни) і пошкодив 1 корабель (8096 тонн).
| Дата              | Назва корабля             | Тип               | Тоннаж | Вантаж                                                                            | Екіпаж | Загинули | Країна             | Конвой |
| ----------------- | ------------------------- | ----------------- | ------ | --------------------------------------------------------------------------------- | ------ | -------- | ------------------ | ------ |
| 16 вересня 1939   | Vega (захоплений)         | Торговий пароплав | 974    | 600 тонн генеральних вантажів, включаючи целюлозу, лісоматеріали, фанеру та папір | ?      | 0        | Фінляндія          |        |
| 16 вересня 1939   | Suomen Poika (захоплений) | Торговий пароплав | 1,099  | Генеральні вантажі і целюлоза                                                     | ?      | 0        | Фінляндія          |        |
| 12 листопада 1939 | Cresswell                 | Паровий траулер   | 275    | Риба                                                                              | 13     | 6        | Британська імперія |        |
| 12 листопада 1939 | Arne Kjøde                | Тепловий танкер   | 11,019 | Газойль                                                                           | 39     | 5        | Норвегія           |        |
| 19 листопада 1939 | Darino                    | Торговий пароплав | 1,351  | 1600 тонн генеральних вантажів, включаючи портвейн, сардини і олов'яну руду       | 27     | 16       | Британська імперія |        |
| 21 листопада 1939 | Les Barges II             | Паровий траулер   | 296    |                                                                                   | 15     | 0        | Франція            |        |
| 5 лютого 1940     | Ceronia (пошкоджений)     | Тепловий танкер   | 8,096  |                                                                                   | ?      | 0        | Нідерланди         |        |
| 5 лютого 1940     | Beaverburn                | Торговий пароплав | 9,874  | Генеральні вантажі                                                                | 77     | 1        | Британська імперія | OA-84  |

## Звання
- Кандидат в офіцери (1 квітня 1931)
- Морський кадет (14 жовтня 1931)
- Фенріх-цур-зее (1 січня 1933)
- Оберфенріх-цур-зее (1 січня 1935)
- Лейтенант-цур-зее (1 квітня 1935)
- Оберлейтенант-цур-зее (1 січня 1937)
- Капітан-лейтенант (1 жовтня 1939)
- Корветтен-капітан (1 березня 1940, посмертно)

## Нагороди
- Медаль «За вислугу років у Вермахті» 4-го класу (4 роки)